# Hondouville
Hondouville es una comuna francesa situada en el departamento de Eure, en la región de Normandía.

## Demografía
| 400 | 452 | 551 | 564 | 632 | 721 | 799 |
| Para los censos de 1962 a 1999 la población legal corresponde a la población sin duplicidades (Fuente: INSEE [Consultar]) |     |     |     |     |     |     |